# Abdenego Nankishi
Abdenego Nankishi (Bremerhaven, 6 luglio 2002) è un calciatore tedesco, attaccante del Werder Brema II.

## Carriera

### Club
Cresciuto calcisticamente con Loxstedt e Bremerhaven, Nankishi si è trasferito al settore giovanile del Werder Brema nel 2014, con cui ha fatto compiuto la trafila delle giovanili. Nel 2020 è stato promosso in seconda squadra e un anno dopo in prima squadra. Ha fatto il suo debutto fra i professionisti con il Werder il 7 agosto 2021 in un incontro di DFB-Pokal vinto per 2-0 contro l'Osnabrück.
Il 17 agosto 2022 viene ceduto in prestito per l'intera stagione agli olandesi dell'Heracles Almelo. Il prestito è stato rinnovato anche per la stagione 2023-2024.

### Nazionale
Nato in Germania, ha origini angolane. Ha rappresentato la Germania a livello giovanile con l'Under-17, Under-19 ed Under-20.

## Statistiche

### Presenze e reti nei club
Statistiche aggiornate al 19 settembre 2023.
| Stagione        | Squadra         | Campionato      | Campionato | Campionato | Coppe nazionali | Coppe nazionali | Coppe nazionali | Coppe continentali | Coppe continentali | Coppe continentali | Altre coppe | Altre coppe | Altre coppe | Totale | Totale | Totale |
| Stagione        | Squadra         | Comp            | Pres       | Reti       | Comp            | Pres            | Reti            | Comp               | Pres               | Reti               | Comp        | Pres        | Reti        | Pres   | Reti   |        |
| --------------- | --------------- | --------------- | ---------- | ---------- | --------------- | --------------- | --------------- | ------------------ | ------------------ | ------------------ | ----------- | ----------- | ----------- | ------ | ------ | ------ |
| 2020-2021       | Werder Brema II | RL              | 8          | 1          |                 | -               | -               |                    | -                  | -                  |             | -           | -           | 8      | 1      |        |
| 2021-2022       | Werder Brema II | RL              | 4          | 1          |                 | -               | -               |                    | -                  | -                  |             | -           | -           | 4      | 1      |        |
| 2021-2022       | Werder Brema    | 2L              | 6          | 0          | CG              | 1               | 0               |                    | -                  | -                  |             | -           | -           | 7      | 0      |        |
| 2022-2023       | Heracles Almelo | 1D              | 11         | 2          | CO              | 0               | 0               |                    | -                  | -                  |             | -           | -           | 11     | 2      |        |
| 2023-2024       | Heracles Almelo | ED              | 4          | 1          | CO              | 0               | 0               |                    | -                  | -                  |             | -           | -           | 4      | 1      |        |
| Totale carriera | Totale carriera | Totale carriera | 33         | 5          |                 | 1               | 0               |                    | -                  | -                  |             | -           | -           | 34     | 5      |        |